# إدوارد ديلوس تشيرشل
إدوارد ديلوس تشيرشل (بالإنجليزية: Edward Delos Churchill)‏ هو جراح وأستاذ جامعي أمريكي، ولد في 25 ديسمبر 1895 في تشينوا في الولايات المتحدة، وتوفي في 28 أغسطس 1972 في فيرمونت في الولايات المتحدة.